# Урочище Тригір'я

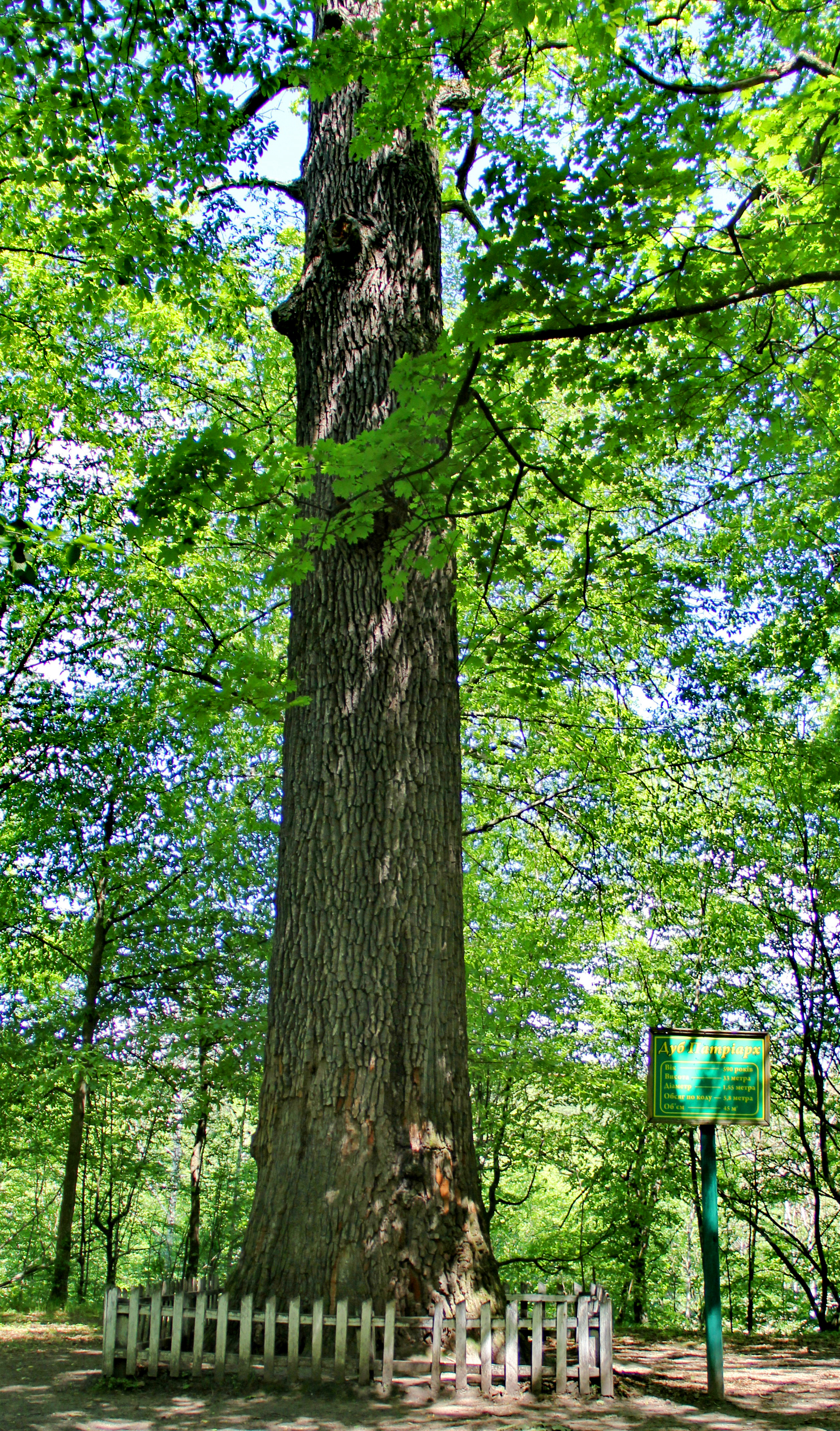

Урочище Тригір’я (три дуби черешчаті, 500-550 р.) — ботанічна пам'ятка природи місцевого значення.
Житомирський район, землі КЕЧ Житомирського району, Тригірське лісництво, кв. 18, вид.2.
На правому березі річки на горі біля греблі розташовано найстаріший "Дуб Патріарх", що має вік понад 585 років. При висоті 33—35 м діаметр стовбура виносить 1,9 м, діаметр крони 11,6 м. За останні 50 років його діаметр зріс на 0,2 м. За легендою, під ним відпочивав Богдан Хмельницький. Цей дуб черешчатий і ще два дерева у Житомирський області аналогічного віку (500—550 років) визнані пам'ятниками природи державного значення. Заповіданий в 1964 році.

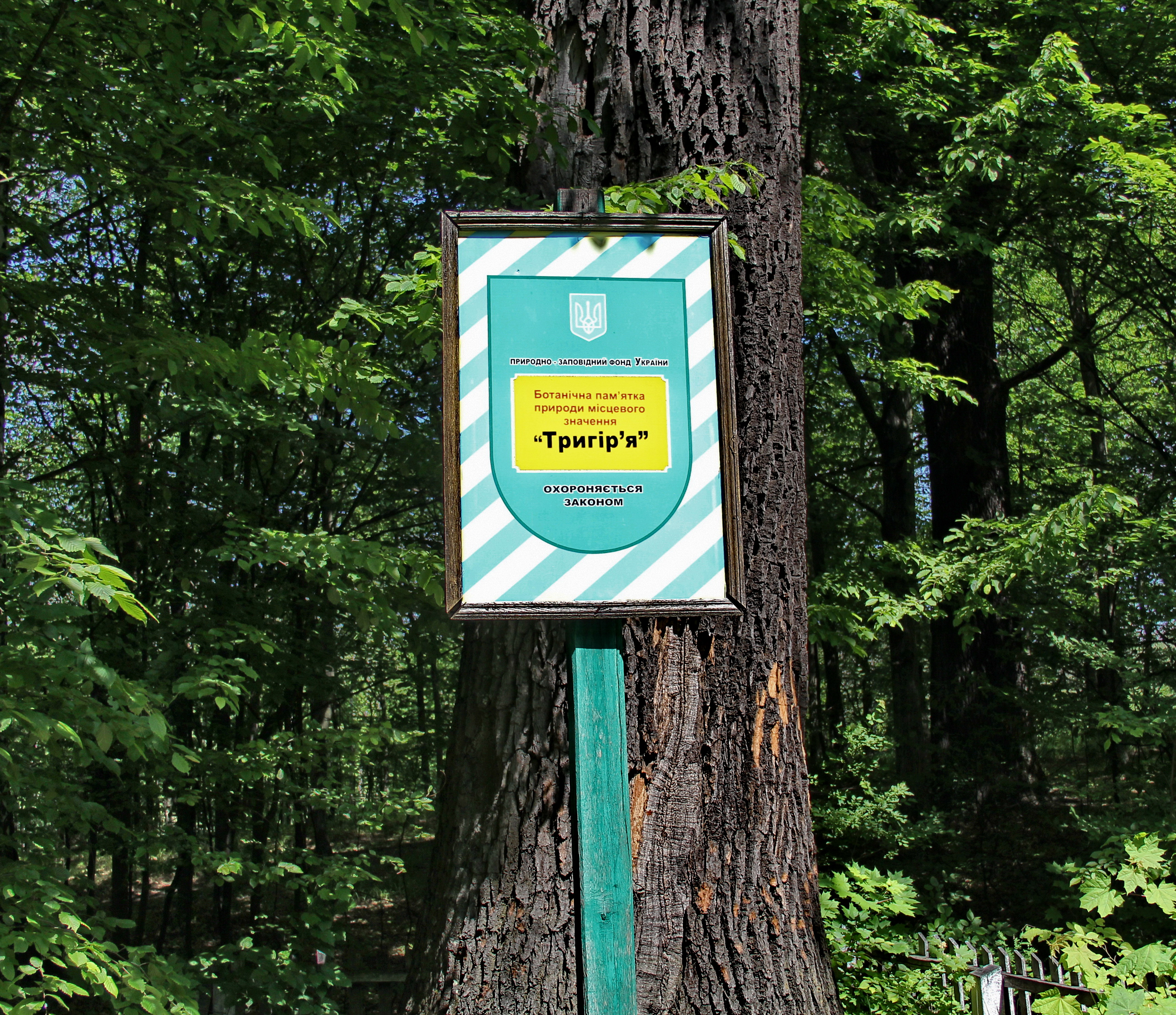